# Gerd Doerry

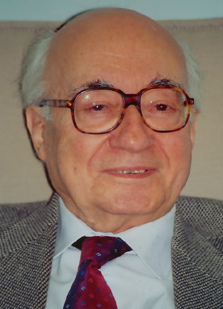
Gerd Doerry, 20. Dezember 2007

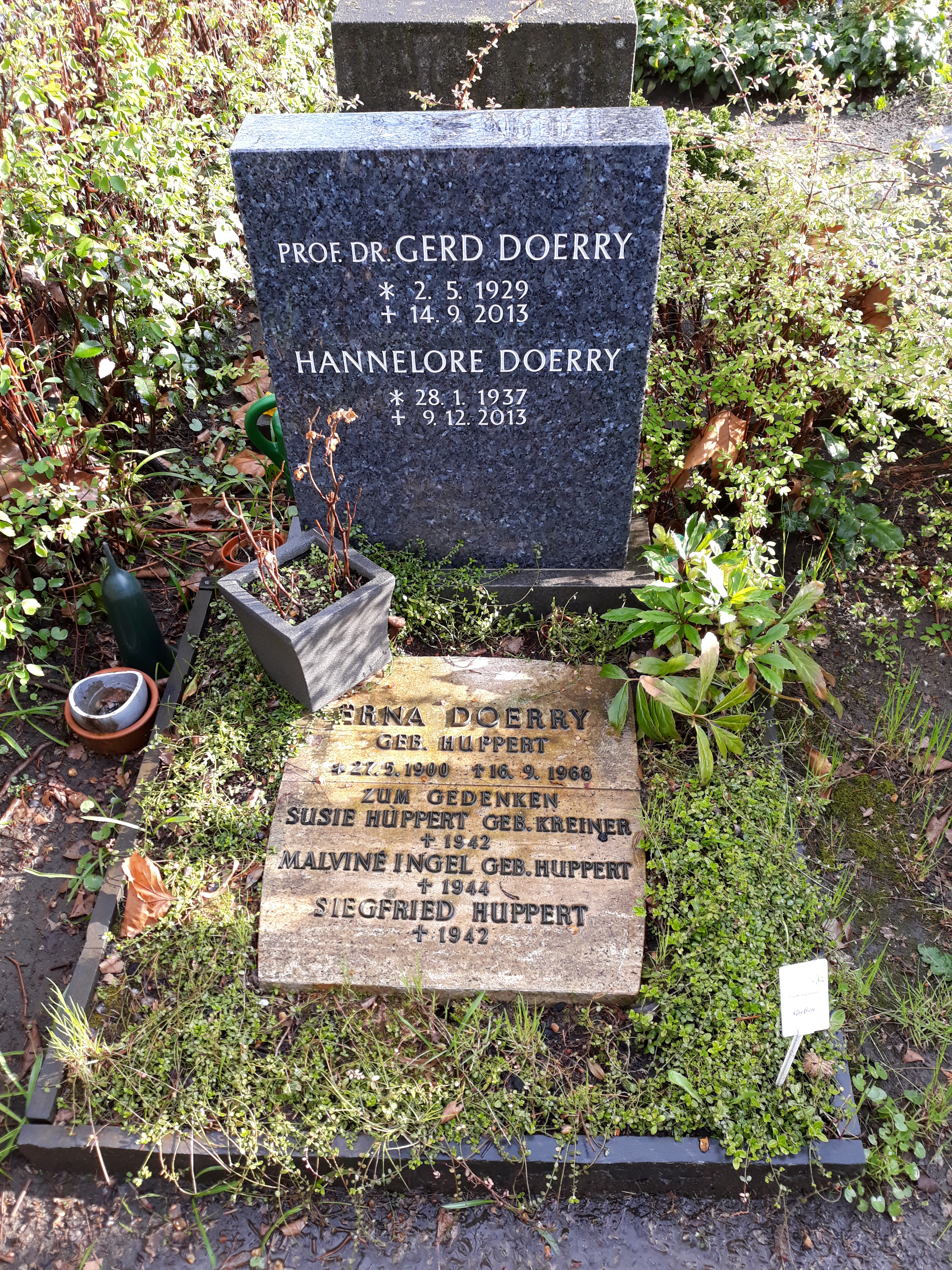
Das Grab von Gerd Doerry, seiner Ehefrau Hannelore geborene Krabs sowie seiner Mutter Erna geborene Huppert auf dem Friedhof Wilmersdorf in Berlin

Gerd Doerry (* 2. Mai 1929 in Berlin; † 14. September 2013 ebenda) war ein deutscher Erziehungswissenschaftler mit den Schwerpunkten Erwachsenenbildung und Sozialpädagogik.

## Leben
Doerry sagt, er habe eine unbeschwerte Kindheit gehabt, sei aber seit 1938 als „Mischling 1. Grades“ (der Vater war Deutscher, die Mutter hatte jüdische Wurzeln) in eine Außenseiterrolle geraten und habe sich wegen seiner Mutter geschämt. Ebenso wie seine Mutter und sein auf Anpassung bedachter Vater überlebte er verhältnismäßig unbeschadet den Nationalsozialismus und die Kriegsjahre. 1948 beendete er die Schulzeit mit dem Abitur. Danach studierte er an der Freien Universität Berlin (FUB) Philosophie, Psychologie, Soziologie, Arabistik, später in den USA an der Ohio State University, außer Arabistik, und schloss im Anschluss daran 1953 sein Studium an der FUB ab.
Nach dem Studium arbeitete Doerry als Kursleiter an Berliner Volkshochschulen und verfasste eine Dissertation, betreut von Hans-Joachim Lieber. Seine Promotion (Dr. phil.) erfolgt am 19. Dezember 1957 an der Philosophischen Fakultät der FUB, wo er später als Wissenschaftlicher Assistent bei Fritz Borinski arbeitet. Eine als Stipendiat der Deutschen Forschungsgemeinschaft (DFG) begonnene Habilitation konnte er nicht abschließen und brach sie 1968 ab. 1970 erfolgte seine Ernennung zum Akademischen Rat, 1971 zum Professor nach dem Gesetz über die Fachhochschulen (FHSG) im Land Berlin.
Am 15. Mai 1976 wurde Gerd Doerry an der Pädagogischen Hochschule Berlin zum Ordentlichen Professor für Erziehungswissenschaft (Erwachsenenpädagogik) berufen. Nach der Integration der Pädagogischen Hochschule in die FUB bekam er dort am 1. April 1980 eine Professur für Sozialpädagogik und Erwachsenenbildung, die er bis zu seiner Emeritierung am 30. September 1997 innehatte. Die von ihm seitdem eingeschränkte Lehr- und Prüfungstätigkeit endete im Jahr 2004.

## Tätigkeitsbereiche
An der Freien Universität Berlin engagierte sich Doerry seit den 60er-Jahren für den Aufbau einer Abteilung für außerschulische Pädagogik, die seither als das Fundament des Instituts für Sozialpädagogik und Erwachsenenbildung gilt. Dabei waren seine in den angelsächsischen Ländern gewonnenen Erfahrungen mit der Kooperation von Hochschule und Weiterbildungspraxis prägend und die FUB gewann somit hierzulande eine Vorreiterrolle. Zu seinen Forschungsschwerpunkten zählten das Lernen der Erwachsenen, Kommunikation, Gruppendynamik und die Unterrichtspraxis. Und er widmete sich mit „großer Intensität der Lehre“, wie es in einem Nachruf heißt.
1986 wurde Doerry zum beratenden Herausgeber der Zeitschrift „Gruppendynamik“ berufen, die im Jahr 2000 in „Gruppendynamik und Organisationsberatung“ umbenannt wurde, 1978 zum Sprecher der Sektion Erwachsenenbildung der Deutschen Gesellschaft für Erziehungswissenschaft (DGfE).
Gemeinsam mit anderen Hochschullehrern führte Doerry von 1971 bis 1995 im Auftrag des Senators für Schulwesen (Berlin) als pädagogische Fortbildung gruppendynamische Seminare für Lehrer aller Schulstufen durch. Von 1990 bis 1998 leitet Doerry gemeinsam mit Astrid Riehl-Emde regelmäßig Selbsterfahrungsgruppen für Kursleiter in der Erwachsenenbildung. Seine langjährige Mitarbeit im Herausgeberkreis der Zeitschrift „Gruppendynamik und Organisationsberatung“ beendete Gerd Doerry am 31. März 2006, knapp neun Jahre nach seiner Emeritierung.

## Schriften (Auswahl)
- Der Begriff des Wertpersontypus bei Scheler und Spranger. Eine vergleichende Betrachtung zur Ethik der Persönlichkeit. Freie Universität Berlin (Diss. v. 19. Dez. 1957), Berlin 1958.
- Mit Joachim Dikau, Gerhard Kiel (Hrsg.): Politische Bildung in der Demokratie. Fritz Borinski zum 65. Geburtstag. Colloquium Verlag, Berlin 1968.
- Curriculumentwurf für einen Studiengang der Erziehungswissenschaft mit Schwerpunkt Erwachsenenbildung. Arbeitsgemeinschaft für Hochschuldidaktik e.V., Hamburg 1976.
- Metakommunikation in Lerngruppen. Pädagogische Arbeitsstelle des Deutschen Volkshochschulverbandes, Bonn 1976.
- (Mitverfasser): Bewegliche Arbeitsformen in der Erwachsenenbildung. Westermann, Braunschweig 1981, ISBN 3-14-167209-1.
- Unterrichtskritik in Veranstaltungen der Weiterbildung. Fernuniversität, Hagen 1981.
- Gruppendynamik in der Erwachsenenbildung. Leske und Budrich, Opladen 1984.
- Design und Intervention in gruppendynamischen Trainings. Leske und Budrich, Opladen 1987.
- Kritische Situationen in Lerngruppen. Leske und Budrich, Opladen 1990.
- Lehrerfortbildung in den neuen Bundesländern als Einstellungsänderungsprozeß. Leske und Budrich, Opladen 1993.
- Lernen für eine neue Männlichkeit. Leske und Budrich, Opladen 1998.